# 川辺村 (福岡県)
川辺村（かわべむら）は、福岡県山門郡にあった村。現在の柳川市の一部。

## 地理
筑後平野の南西部に位置した。
- 河川：沖端川[1]

## 歴史
- 1889年（明治22年）4月1日 - 町村制の施行により、山門郡百町村、久末村、中山村が合併して村制施行し、川辺村が発足[1][2]。
- 1907年（明治40年）3月20日 - 山門郡川北村、宮ノ内村、垂見村と合併して三橋村を新設して廃止された[1][2]。